# Giancarlo Rastelli
Giancarlo Rastelli (ur. 25 czerwca 1933 w Pescarze, zm. 2 lutego 1970 w Rochester w USA) – włoski kardiochirurg, znany z opracowania klasyfikacji wspólnego kanału przedsionkowo-komorowego (klasyfikacja Rastellego) i operacji złożonej wrodzonej wady serca (operacja metodą Rastellego). Sługa Boży Kościoła katolickiego.

## Życiorys
Urodził się w rodzinie Vita Rastellego, dziennikarza lokalnej gazety, i Luisy Bianchi, nauczycielki szkoły podstawowej. W 1950 roku rozpoczął studia medyczne na uniwersytecie w Parmie; ukończył je z wyróżnieniem. W marcu 1958 roku zdał, również z wyróżnieniem, egzamin na uprawnienia zawodowe. Był internistą w instytucie Anatomii. Po ukończeniu studiów pracował w uniwersyteckiej klinice chirurgii specjalnej patologii. W 1961 roku wyjechał na ufundowane przez NATO stypendium do renomowanego amerykańskiego ośrodka – Mayo Clinic w Rochester. Później został kardiochirurgiem. W dniu 10 sierpnia 1964 roku ożenił się z Anną Anghileri Sondrio.  Z ich związku urodziła się córka. Zmarł 2 lutego 1970 roku na chłoniaka Hodgkina. W roku następnym została mu przyznana pośmiertnie nagroda „Premio Missione Del Medico” Fundacji Carla Erba. 
W dniu 30 września 2005 roku rozpoczął się proces beatyfikacyjny Giancarlo Rastellego.